# جيمي دي وولف
جيمي دي وولف هو لاعب كرة قدم بلجيكي في مركز الدفاع، ولد في 9 يونيو 1980 في Blankenberge ‏ في بلجيكا. لعب مع أوستينده وترومسو إيدريتسلاغ وسيركل بروج ونادي كلوب بروج.

## وصلات خارجية
- جيمي دي وولف على موقع قاعدة بيانات كرة القدم.إي يو (الإنجليزية)
- جيمي دي وولف على موقع Soccerway.com (الإنجليزية)